# Puchar Ligi Belgijskiej w piłce nożnej
Puchar Ligi Belgijskiej (niderl. Ligabeker, fr. Coupe de la Ligue belge de football) – cykliczne piłkarskie rozgrywki pucharowe w Belgii, organizowane z przerwami w latach 1973–2000 na podobieństwo Pucharu Belgii, w których mogą uczestniczyć wyłącznie belgijskie drużyny klubów Eerste klasse i Derde klasse. Organizatorem zmagań był Belgijski Związek Piłki Nożnej.

## Historia
10 kwietnia 1973 roku startowały pierwsze oficjalne rozgrywki o Puchar Ligi Belgijskiej, zwane Pucharem jedenastu (od liczby drużyn, które uczestniczyły w turnieju). Zawody były organizowane przez jedenaście klubów, które chciały zwiększyć profesjonalizm belgijskiej piłki nożnej. Najpierw zespoły zostały podzielone na cztery grupy, zwycięzcy których spotkały się potem w dwumeczach półfinałowych. W finale 6 czerwca 1973 roku RSC Anderlecht zwyciężył 2:0 i 2:3 w dwumeczu z Royal FC Liégeois. Rozgrywki trwały tylko trzy sezony, zanim zostały rozwiązane. W ostatniej edycji 1975 startowało 20 zespołów, a turniej nazywał się Pucharem ligi. W 1986 turniej odrodzono, głównym sponsorem została firma czekoladowa "Callebaut", a puchar nazywał się Callebaut Cup. Następnie przez kolejne 10 lat Puchar ligi nie rozgrywano. Dopiero w sezonie 1997/98 ponownie startowały rozgrywki o Puchar Ligi Belgijskiej, które sponsorowała firma Nissan, dlatego nazwa turnieju brzmiała Nissan Cup. Ostatni finał rozegrano 30 kwietnia 2000 roku. W tym meczu RSC Anderlecht pokonał w rzutach karnych 5:3 po 2:2 w czasie regulaminowym i dogrywce Excelsior Mouscron. Od 2000 roku rozgrywek nie organizowano.

## Format
W turnieju występowały kluby z pierwszej ligi. Rozgrywany był systemem jesień - wiosna. W pierwszych trzech edycjach turniej rozgrywano systemem mecz i rewanż, a w ostatnich czterech organizowano jeden mecz na boisku jednej z walczących drużyn (jedynie półfinał składał się z dwóch meczów). W przypadku remisu po upływie regulaminowego czasu gry przeprowadzana była dogrywka. Jeżeli i ona nie wyłoniła zwycięzcy, to od razu zarządzana była seria rzutów karnych. We wszystkich meczach zwycięzca wyznaczał się systemem pucharowym. Zwycięzca Pucharu Ligi w ostatnich edycjach otrzymywał prawo do gry w Pucharze Intertoto UEFA.

## Zwycięzcy i finaliści
| Sezon                                                  | K   | K                                                   | T | Zwycięzca         | Wynik            | Finalista          | Data, miejsce                                       | Br. | Król strzelców | Uwagi             |
| Puchar jedenastu (nider. Elfbeker, fr. Coupe des Onze) |     |                                                     |   |                   |                  |                    |                                                     |     |                |                   |
| 1973                                                   |     |                                                     | 1 | RSC Anderlecht    | 2:0              | Royal FC Liégeois  | 05.06.1973, Stade Vélodrome de Rocourt, Liège       |     |                | 11 klubów w 4 gr. |
| 1973                                                   | 2:3 | 06.06.1973, Stade Constant Vanden Stock, Anderlecht | 1 | RSC Anderlecht    |                  | Royal FC Liégeois  |                                                     |     |                | 11 klubów w 4 gr. |
| 1974                                                   |     |                                                     | 2 | RSC Anderlecht    | 1:0              | Standard Liège     | 06.08.1974, Stade Constant Vanden Stock, Anderlecht |     |                | 10 klubów w 3 gr. |
| 1974                                                   | 1:0 | 08.08.1974, Stade de Sclessin, Liège                | 2 | RSC Anderlecht    |                  | Standard Liège     |                                                     |     |                | 10 klubów w 3 gr. |
| Puchar Ligi (nider. Ligabeker, fr. Coupe de la Ligue)  |     |                                                     |   |                   |                  |                    |                                                     |     |                |                   |
| 1975                                                   |     |                                                     | 1 | Standard Liège    | 1:1              | RSC Anderlecht     | 29.07.1975, Stade de Sclessin, Liège                |     |                | 20 klubów         |
| 1975                                                   | 3:2 | 12.08.1975, Stade Constant Vanden Stock, Anderlecht | 1 | Standard Liège    |                  | RSC Anderlecht     |                                                     |     |                | 20 klubów         |
| 1976–1985                                              |     |                                                     |   |                   |                  |                    |                                                     |     |                | nie rozgrywano    |
| Puchar Callebaut (ang. Callebaut Cup)                  |     |                                                     |   |                   |                  |                    |                                                     |     |                |                   |
| 1986                                                   |     |                                                     | 1 | Royal FC Liégeois | 2:0              | RSC Anderlecht     | 28.05.1986, Bosuilstadion, Antwerpia, 1.500         |     |                | 20 klubów w 5 gr. |
| 1987–1997                                              |     |                                                     |   |                   |                  |                    |                                                     |     |                | nie rozgrywano    |
| Puchar Nissanu (ang. Nissan Cup)                       |     |                                                     |   |                   |                  |                    |                                                     |     |                |                   |
| 1997/98                                                |     |                                                     | 1 | Lommel SK         | 2:1              | Germinal Ekeren    | 07.05.1998, Stedelijk Sportstadion, Lommel, 1.500   |     |                | 23 kluby          |
| 1998/99                                                |     |                                                     | 1 | Sint-Truidense VV | 4:3              | Germinal Ekeren    | 13.05.1999, Stayen, Sint-Truiden, 3.500             |     |                | 23 kluby          |
| 1999/00                                                |     |                                                     | 3 | RSC Anderlecht    | 2:2 pd. (k. 5:3) | Excelsior Mouscron | 30.04.2000, Stade Le Canonnier, Mouscron, 6.000     |     |                | 22 kluby          |

Uwagi:

- wytłuszczono i kursywą oznaczone zespoły, które w tym samym roku wywalczyły mistrzostwo i Puchar kraju (dublet),
- wytłuszczono zespoły, które zdobyły mistrzostwo kraju,
- kursywą oznaczone zespoły, które zdobyły Puchar kraju.

## Statystyka

### Klasyfikacja według klubów
W dotychczasowej historii finałów o Puchar Ligi Belgijskiej na podium oficjalnie stawało w sumie 7 drużyn. Liderem klasyfikacji jest RSC Anderlecht, który zdobył trofeum 3 razy.
Stan na 10.04.2023 
| Lp. | Klub               | Zdobywca | Finalista      | Zwycięskie sezony | Przegrane finały |   |   |                     |            |
| --- | ------------------ | -------- | -------------- | ----------------- | ---------------- | - | - | ------------------- | ---------- |
| Lp. | Klub               | 1.       | RSC Anderlecht | Zwycięskie sezony | Przegrane finały | 3 | 2 | 1973, 1974, 1999/00 | 1975, 1986 |
| 2.  | Royal FC Liégeois  | 1        | 1              | 1986              | 1973             |   |   |                     |            |
| 2.  | Standard Liège     | 1        | 1              | 1975              | 1974             |   |   |                     |            |
| 4.  | Lommel SK          | 1        | 0              | 1997/98           |                  |   |   |                     |            |
| 4.  | Sint-Truidense VV  | 1        | 0              | 1998/99           |                  |   |   |                     |            |
| 6.  | Germinal Ekeren    | 0        | 2              |                   | 1997/98, 1998/99 |   |   |                     |            |
| 7.  | Excelsior Mouscron | 0        | 1              |                   | 1999/00          |   |   |                     |            |

### Klasyfikacja według miast
Stan na 10.04.2023 
| Miasto       | Liczba tytułów | Kluby                                     |
| ------------ | -------------- | ----------------------------------------- |
| Bruksela     | 3              | RSC Anderlecht (3)                        |
| Liège        | 2              | Royal FC Liégeois (1), Standard Liège (1) |
| Lommel       | 1              | Lommel SK (1)                             |
| Sint-Truiden | 1              | Sint-Truidense VV (1)                     |